# Bitstream Vera
Bitstream Vera是一款開源TrueType無襯線字體。由Bitstream公司開發，Jim Lyles設計。該字體提供給Apache OpenOffice成員免費下載以便其使用。儘管字體本身只包含了基本拉丁字符，但允許個人進行二次創作以豐富其內容。

## 外部連結
- Bitstream Vera（页面存档备份，存于）